# Pietro Auletta
Pietro Auletta (1698 Sant'Angelo Scala v Kampánii – září 1771 Neapol) byl italský hudební skladatel.

## Život
Pietro Auletta získal hudební vzdělání na neapolské konzervatoři Conservatorio di Sant'Onofrio Porta Capuana. Jedním z jeho učitelů byl Nicola Porpora. Kolem 1724 byl jmenován dirigentem v kostele Santa Maria la Nova, v jednom z nejvýznamnějších kostelů v centru města. V roce 1725 uvedl na scénu svou první komickou operu Il Trionfo dell'Amore, ovvero Le nozze tra amici. Pro Řím zkomponoval operu Ezio, ve stylu opera seria. Jeho díla se stala značně populární a byla hrána i v Německu a v Rusku.
Jeho syn Domenico Auletta (1723-1753) se stal známým jako varhaník a skladatel chrámové hudby. Zkomponoval řadu žalmů a dochovaly se i tři cembalové koncerty.

## Dílo
Celkově Pietro Auletta vytvořil 17 oper. Kromě oper se dochovala i dvě oratoria: Il Martirio di S Ferma Vergine (1722) a Oratorio Sacro (1745). Komponoval také chrámovou, ale i světskou hudbu. Dochovala se třívětá symfonie psaná pro smyčcový orchestr se dvěma hoboji a dvěma lesními rohy.

### Opery
- Il trionfo dell'amor, o vero Le nozze tra nemici (opera buffa, libreto Carlo de Palma, 1725 Neapol)
- La Carlotta (opera buffa, libreto Bernardo Saddumene, 1726 Neapol)
- Ezio (opera seria, libreto Pietro Metastasio, 1728 Řím)
- L'Orazio (opera buffa, libreto Antonio Palomba, karneval 1737 Neapol)
- Il marchese Sgrana (opera buffa, libreto Antonio Palomba, 1738 Neapol)
- La locandiera (scherzo comico per musica, libreto Gennaro Antonio Federico, 1738 Neapol)
- Don Chichibio (opera buffa, karneval 1739 Neapol)
- L'amor costante (opera buffa, libreto Antonio Palomba, 1739 Neapol)
- L'impostore (opera buffa, libreto Carlo Fabozzi, 1740 Neapol)
- Cajo Fabricio (opera seria, libreto Apostolo Zeno, karneval 1743 Turín)
- Il Marchese di Spartivento, ovvero Il cabalista ne sa men del caso (farsetta, karneval 1747 Řím)
- Il conte immaginario (intermezzo, 1748 Benátky)
- Il giocatore (intermezzo pasticcio libreto da Salvi, 1752 Paříž, 1757 Petrohrad)
- Didone (opera seria, libreto Pietro Metastasio, 1759 Florencie)